# Orljavica
Orljavica este o arie protejată (sit de importanță comunitară — SCI) din Croația întinsă pe o suprafață de 22,26 ha, integral pe uscat.

## Localizare
Centrul sitului Orljavica este situat la coordonatele 45°20′28″N 17°32′28″E / 45.341°N 17.541°E.

## Înființare
Situl Orljavica a fost declarat sit de importanță comunitară în iulie 2013 pentru a proteja 1 specie de animale.

## Biodiversitate
Situată în ecoregiunea continentală, aria protejată nu include niciun habitat protejat.
La baza desemnării sitului se află o specie protejată de  nevertebrate: Unio crassus.